# 拉瑟布普罗普尔
拉瑟布普罗普尔（法語：Lasseube-Propre，法語發音：[lasœb pʁɔpʁ]）是法国热尔省的一个市镇，属于欧什区。

## 地理
拉瑟布普罗普尔（43°34'31"N, 0°35'45"E）面积14.57 平方千米，位于法国奧克西塔尼大區热尔省，该省份为法国西南部内陆省份，北起顺时针与洛特-加龙省、塔恩-加龙省、上加龙省、上比利牛斯省、大西洋比利牛斯省和朗德省接壤。
与拉瑟布普罗普尔接壤的市镇（或旧市镇、城区）包括：欧特里沃、布卡涅尔、迪尔邦、拉塞朗、奥尔贝桑、帕维、圣让勒孔塔勒。

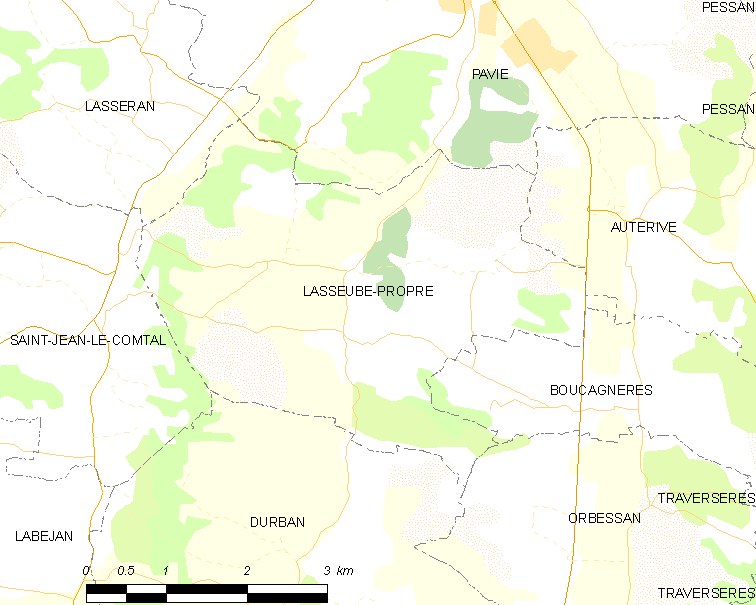
拉瑟布普罗普尔的OSM定位图

拉瑟布普罗普尔的时区为UTC+01:00、UTC+02:00（夏令时）。

## 行政
拉瑟布普罗普尔的邮政编码为32550，INSEE市镇编码为32201。

## 政治
拉瑟布普罗普尔所属的省级选区为欧什第三县。

## 人口

1962-2008年间拉瑟布普罗普尔人口变化图示

拉瑟布普罗普尔于2022年1月1日时的人口数量为336人。